# Emmanuel Tzanes
Emmanuel Tzanes, (grec moderne : Εμμανουήλ Τζάνες, 1637, Réthymnon — 20 mars 1694, Venise) est un prêtre, peintre grec d'icônes de l'époque de la Renaissance.

## Biographie
Emmanuel Tzanes est né dans l'île de Crète, à l'époque une possession de Venise et où la peinture fleurit avec l'École de Crète. Puis les Turcs prennent possession de l'île et de nombreux peintres, dont Tzanes, émigrent à Corfou - y amenant nombre de peintures et icônes et insufflant à cette île un fort courant de vie artistique. Tzanes reste à Corfou jusqu'en 1655. Il part ensuite à Venise où il réalise une grande partie de ses œuvres. Il est l'un des peintres grecs les plus réputés de son époque et un des plus éminents représentants de l'école crétoise d'icônes avec son contemporain Théodore Poulakis,[réf. nécessaire] qui travailla également à Corfou et à Venise.

## Œuvres
La ville de Corfou est riche de ses œuvres.
L'église byzantine des saints Jason et Sosipater (el), construite au XIIe siècle, conserve cinq de ses icônes.
Le musée d'art byzantin Antivouniotissa, 
l'église de Panayia ton Xenon (el), 
l'église de Saint-Nichola dei Vecchi et 
le monastère de Platytéra (en)
abritent une partie de son travail. 
Six icônes de Tzanes ont également été trouvées récemment dans l'église Saint-Georges de la vieille forteresse de Corfou.
Tzanes réalisa aussi d'autres icônes sur les vies de différents saints. Celle de Saint Jacob est conservée au musée byzantin et post-byzantin de l'icône de Venise (en). Celle de Saint Mikhaïl est exposée aujourd'hui au musée byzantin et chrétien d'Athènes.
Le musée Benaki d'Athènes conserve l'icône de Saint Nicolas, représenté sur un nuage au-dessus de la mer pour souligner le fait qu'il est le protecteur des voyageurs et des marins. Tzanes est également reconnu comme l'auteur des fresques de l'Église San Giorgio dei Greci. Michel Damaskinos avait déjà réalisé la peinture de cette église un siècle plus tôt.

Œuvres par Emmanuel Tzanes
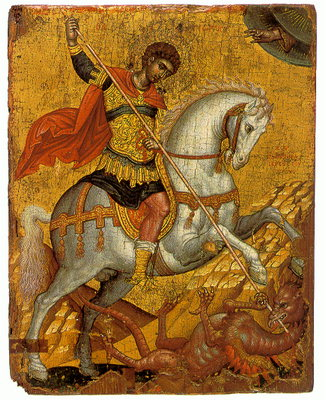
Saint Georges victorieux
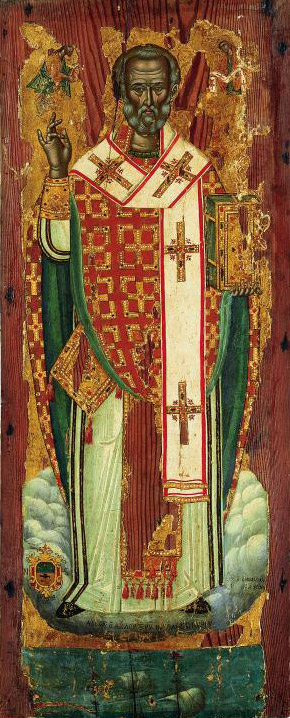
Saint Nicolas
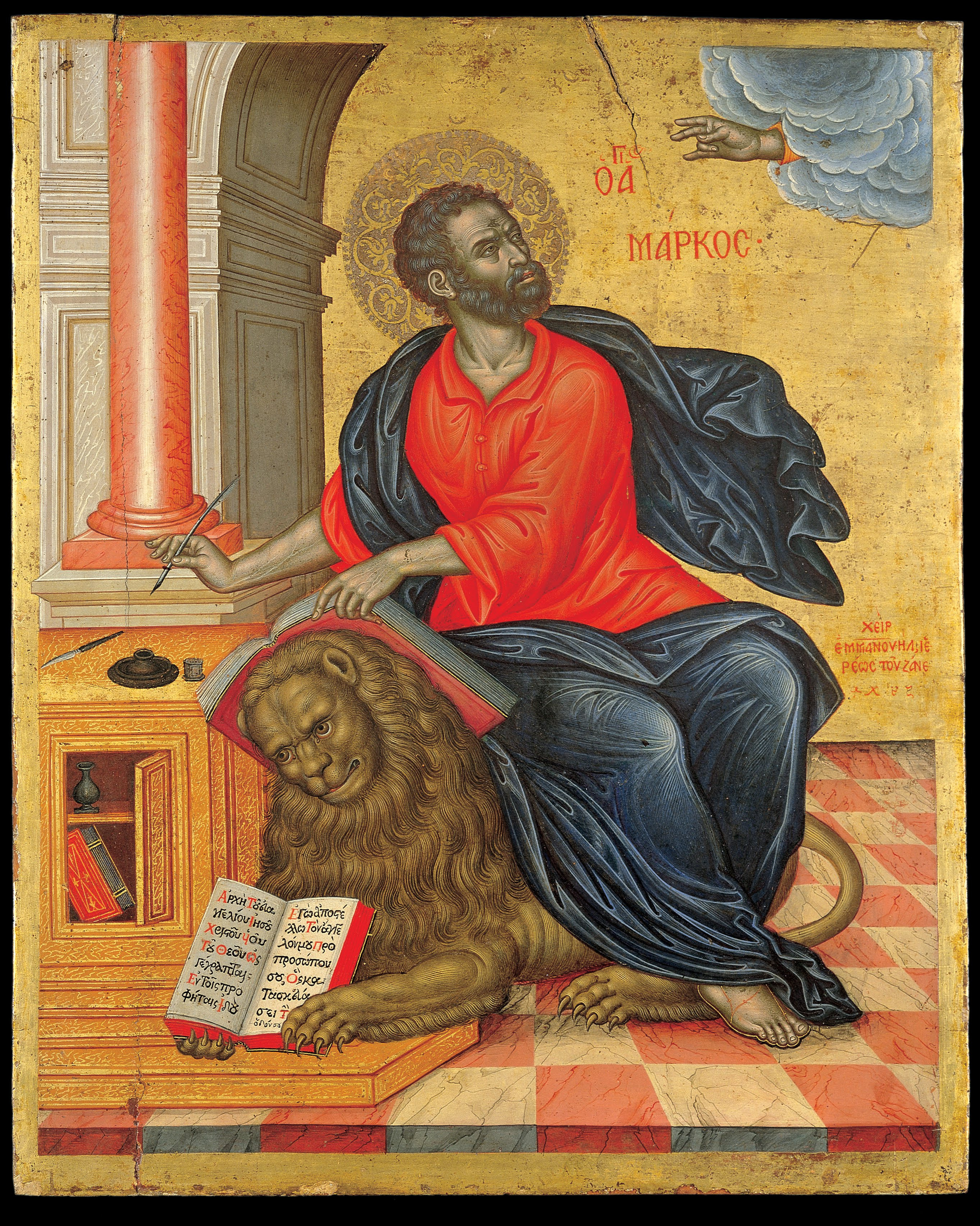
Saint Marc l'Évangeliste